# Таврійські губернські відомості
«Таврíйські губе́рнські відо́мості» (рос. дореф. Таврическія губернскія вѣдомости) — газета, представницький орган Таврійського губернського правління, який видавався 1838–1920 роках у Сімферополі (Таврійська губернія, Російська імперія), щотижневик, з половини 1866 року — 2 рази на тиждень, з 1884 — 3 рази на тиждень, з 1899 — щотижневик, з 1904 — 2 рази на тиждень.
Газета «Таврические губернские ведомости» виходила російською мовою, видавалась та редагувалася при губернському правлінні .
Періодичне друковане видання «Таврические губернские ведомости» — перша газета в Криму та остання губернська газета, яка видавалась після Української революції. Останній виконувач обов'язків редактора виконував Микола Чоглоков.